# Magnodeno
Il monte Magnodeno (Magnöden in dialetto locale) (1241 m) appartiene alle Alpi Orobie, sottogruppo del Resegone ed è situato nella provincia di Lecco.

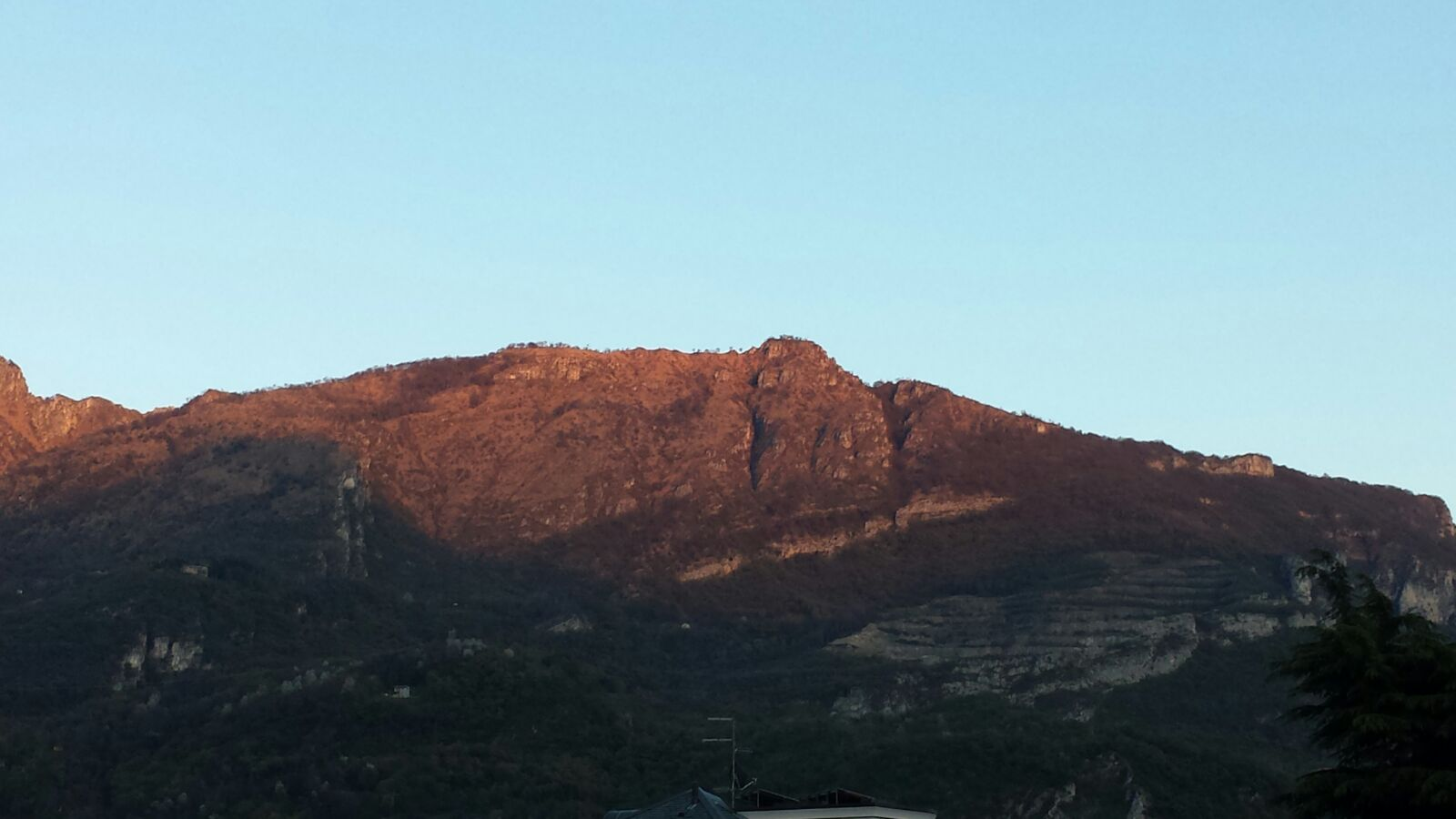
Vista del monte Magnodeno.

## Descrizione

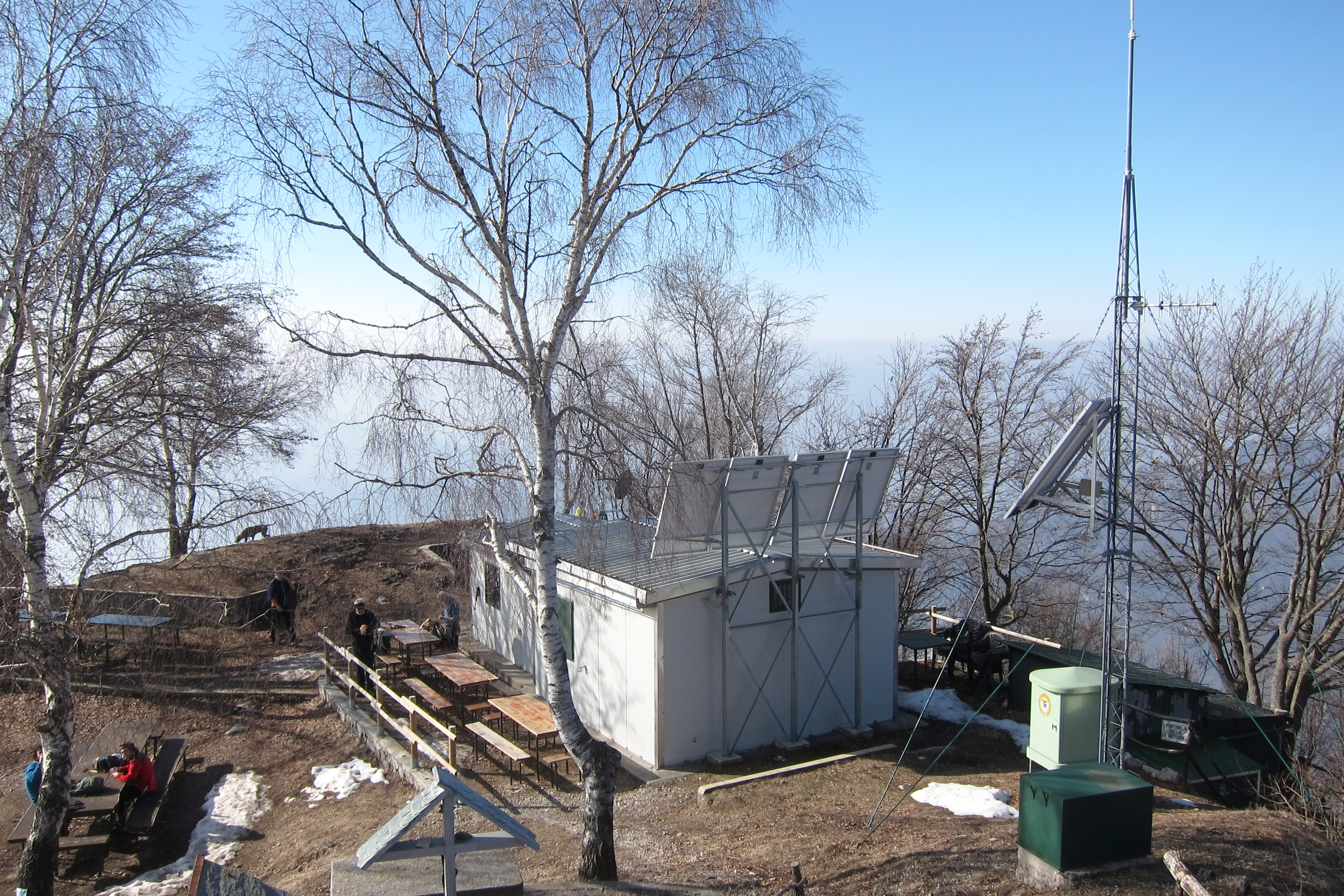
Bivacco Magnodeno A.N.A.

Viene  raggiunto  per la brevità di alcuni suoi accessi, o per inserirlo in percorsi più lunghi. Sulla sua cima  è presente un bivacco dell'ANA (Associazione Nazionale Alpini) di Maggianico, che è aperto dai volontari nei giorni festivi e il mercoledì.

## Manifestazioni
Dal 2013, ogni anno, si svolge una manifestazione sportiva chiamata "chilometro verticale Magnodeno" che consiste in una gara in salita che viene vinta dal primo partecipante che riesce ad arrivare in cima. La gara è organizzata dall'associazione ASD Falchi Lecco. La gara parte dalla chiesa di Sant'Andrea a Maggianico: Il percorso attraversa via Ferrari, salendo nel bosco col sentiero nº 28, fino all'arrivo in cima al Monte Magnodeno.

## Itinerario da Maggianico
Il percorso che parte da Maggianico è il più breve e veloce per arrivare alla vetta del Magnodeno. Il sentiero parte in via alla Fonte e si snoda per una lunghezza di 3,5 km superando un dislivello di 960 metri. La maggior parte della camminata sarà all'interno del bosco mentre nell'ultimo tratto la vegetazione diventerà più rada e dovremo attraversare dei prati. Per il rientro è possibile continuare per qualche centinaio di metri lungo la cresta del Magnodeno e quindi svoltare a sinistra prendendo il sentiero che porta a Campo de Boi. Da lì si chiude l'anello rientrando al punto di partenza, il tutto attraverso una pendenza più dolce rispetto alla salita.

## Itinerario da Somasca

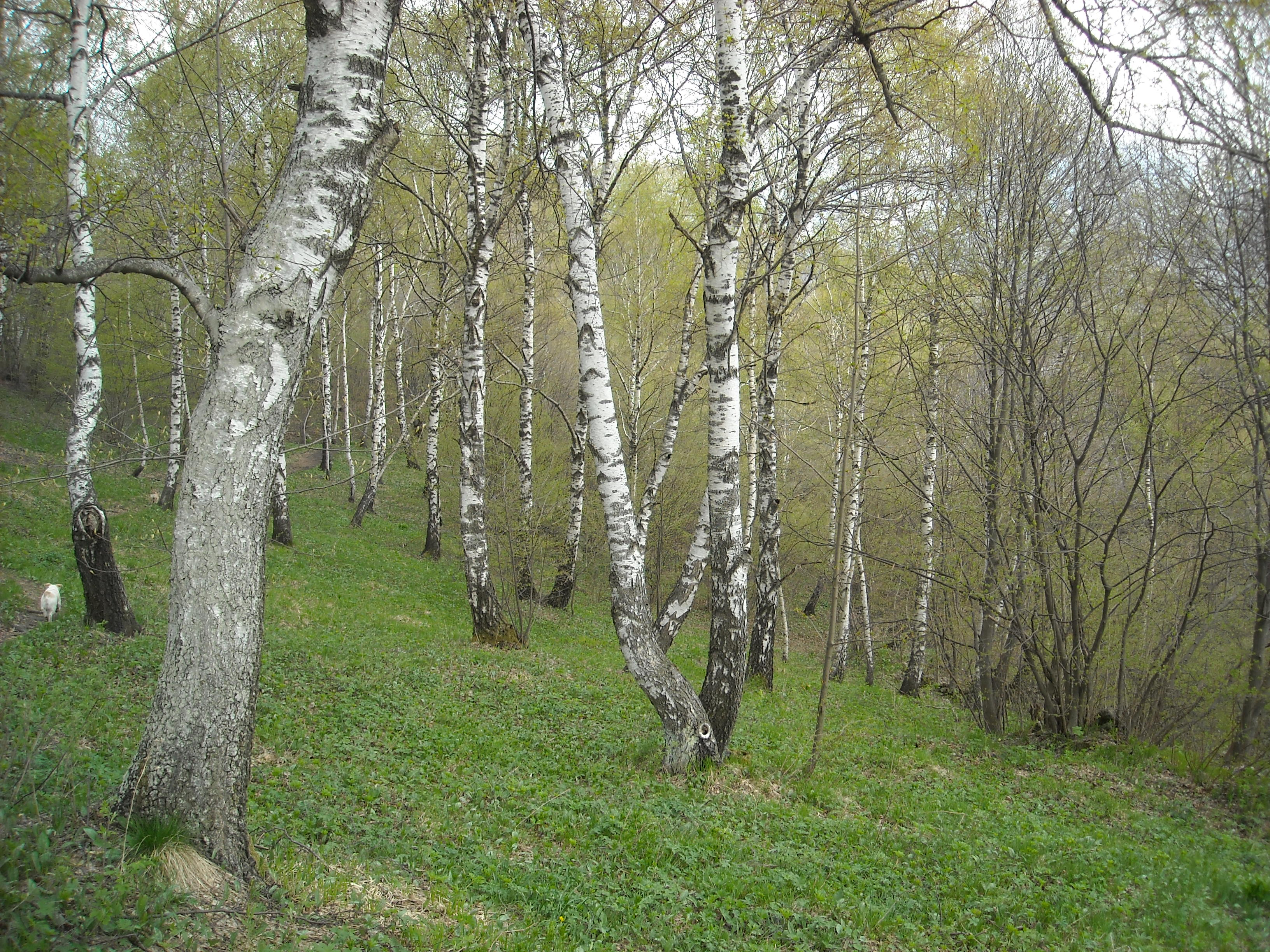
Un bosco di betulle lungo il sentiero che sale alla cima del Magnodeno.

L'escursione per raggiungere il monte si svolge su sentieri immersi in un bosco ceduo ed è divisa in due parti: la prima raggiunge la cresta sommitale del Monte Pizzo, che domina Somasca; la seconda percorre tutta  la cresta che raggiunge prima il Passo Tre Croci e poi la cima del Monte Magnodeno.
Dal parcheggio sotto il santuario (285 m) percorrendo verso Nord la stretta via San Gerolamo, ci si ritrova in una piazzetta; da qui si segue in salita via per Beseno e, venti metri dopo il primo tornante, si prende a sinistra una mulattiera acciottolata che raggiunge la sella erbosa a destra del Castello dell'Innominato (385 m circa). Salendo a destra e seguendo una  stradina, si giunge alla Chiesetta degli Alpini (420 m circa). A sinistra del cancello di ingresso, imboccando un sentiero, si giunge ad un bivio: salendo a sinistra (segnavia 29A); permette di raggiungere la base delle pareti rocciose del Monte Pizzo; in direzione Nord-Est  è posizionata una grande croce (693 m). Qui si prende un sentiero sulla sinistra che, raggiunto un cartello (segnavia 801), svolta a sinistra e sale ripidamente nel bosco fino a raggiungere la cresta sommitale del Monte Mudarga a 900 metri di quota. Percorrendo la cresta boscosa  i raggiunge la sella, dove si trova il Bivacco Mario Corti (918 m).
Proseguendo in cresta e si salendo il Corno di Grao (1041 m), si raggiunge il Passo Tre Croci, presso il quale si trova sulla destra la conca Foppetta. Da qui la cresta volge a Nord-Est. si abbandona il traverso e, volgendo a sinistra, si sale alla cima, dove si trovano una grande croce di metallo, il bivacco ANA e, proprio sul punto culminante, la piazzola per l'elicottero(1241 m).

## Luoghi

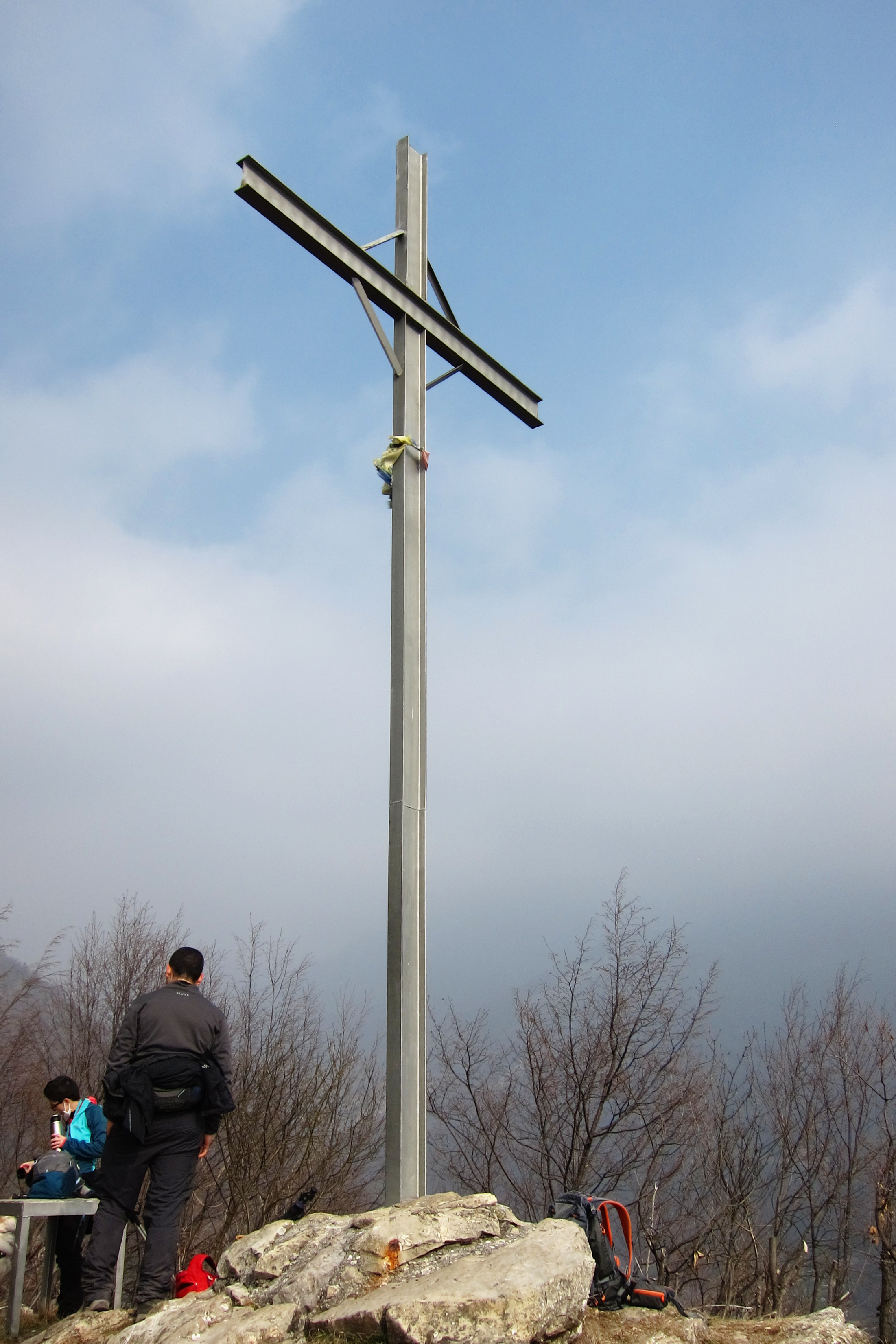
La Croce di Vicerola

I principali punti di interesse sono:
- Rifugio Passo del Fò,(C.A.I. Calolziocorte) è situato a 1284 metri al Passo del Fò, importante valico che separa il Resegone dalla cima Fò. Aperto nei giorni festivi con servizio di bevande. I sentieri per raggiungerlo sono: da Erve con il nº 11, da Erna con il nº 7, dal rifugio Stoppani con il nº 6 e per il Magnodeno con il nº23.
- Osteria La Madonnina, è situata al Campo dei Boi, bella località sul versante nord del Magnodeno, a circa metà strada dalla cima, meta di tranquille passeggiate da Lecco e rioni, oltre che punto di transito per il Magnodeno. L'Osteria, con gestione privata, è aperta tutto l'anno con vendita di bevande e posto per colazioni al sacco. I sentieri per raggiungerlo sono: da Germanedo con il nº26-27 e dal rifugio Stoppani con il sentiero nº 25.
- Crotto La Rovinata,(privata) è situata a 440 metri ai margini della mulattiera per il Campo dei Boi, in un bosco di castagni, sopra la Chiesuola della Madonna della Rovinata. Aperto nei giorni prefestivi e festivi con vendita di bevande e posto per colazioni al sacco. I sentieri per raggiungerlo sono: da Germanedo con il sentiero nº 27.
- Osteria La Carbonera,(privata) è situata a 442 metri sopra Belledo, ai margini di una cava, è aperta nei giorni festivi con vendita di bevande e posto per colazioni al sacco. I sentieri per raggiungerla partono da Belledo e Maggianico.
- Baita Alpini a Cavagiozzo, è situata a 446 metri sopra la località Bellavista(A.N.A. Acquate) nel punto dove la mulattiera corre tra muriccioli ai bordi dei prati e dei boschi, prima di raggiungere la località Deviscio. I sentieri per raggiungerla sono: da Germanedo e Acquate con i sentieri nº 3 e 4.[2]
- Croce del Pizzo di Vicerola, lungo uno dei sentieri che porta alla cima del Magnodeno si trova, a quota 665m, la croce metallica nota come Croce di Vicerola. Dalla croce si gode di una veduta panoramica sulla pianura sottostante. Oltre la croce la zona è attrezzata con alcune panche.

## Curiosità storiche
L'itinerario che parte da Somasca permette di ammirare alcune testimonianze storiche, come il Castello dell'Innominato (quello dei Promessi sposi) e il santuario di Somasca, dedicato a San Girolamo Emiliani (1486-1537), fondatore della “Compagnia dei servi dei poveri”.